# Jan Boklev
Jan Boklev (šved. Jan Boklöv) je jedan od najuspešnijih švedskih ski-skakača.
Rođen je 14. aprila 1966. godine u selu Koskuluskule na severu Švedske. Kao četvorogodišnji dečak postao je član lokalnog kluba „Kos Aif“. Sa 16 godina je napustio porodicu i preselio u Ernskeldsvik, gde je išao u sporsku školu tri godine. Do 1985. Boklev je bio prosečan skakač i te godine je doživeo spektakularan pad na takmičenju u Lahtiju, koji je jedva preživeo. Postao je poznat po stilu skoka, koji je i nazvan po njemu, sa „V“ izrazom skija (tzv. „Boklev stil“). Ovaj stil je u početku bio odbačen i kritikovan, ali je danas opšteprihvaćen. Na ideju je došao na treningu u Falunu 1986. godine, kada je iznenada promenio svoj stil i doskočio mnogo dalje nego što je očekivao. U sezoni 1986/87. bio je jedini koji je koristio taj stil. Međutim, 10. decembra 1988, Boklev osvaja prvi put u istoriji Švedske jedno takmičenje Svetskog kupa, iako su mu sudije davale slabije ocene zbog stila. Kasnije postaje i ukupni pobednik Svetskog kupa.
Svetska federacija je kasnije dozvolila upotrebu ovog stila. Na Olimpijadi u Albertvilu je bio tek 47. a svoj poslednji nastup zabeležio je u sezoni 1992/93, kada je prvi put nastupio i Jan Ahonen. Godinu dana kasnije Boklev je povredio koleno i prestao da se aktivno bavi ovim sportom. Živeo je u gradiću Heselbiju u predgrađu Stokholma, gde je radio kao baštovan i u slobodnom vremenu trenirao devojke za ženske ski-skokove u grupi Otar. Ima dva sina, Joela i Jonasa, rođene 1995. godine.

## Pobede
- Lejk Plejsid, SAD, 1988/89.
- Saporo, Japan, 1988/89.
- Inzbruk, Austrija, 1988/89.
- Harakov, Čehoslovačka, 1988/89.
- Šamoni, Francuska, 1988/89.